# Proterozoico
O Proterozoico é o éon mais longo na escala de tempo geológico e se estende de 2500 a 541 Ma (milhões de anos), precedido pelo Éon Arqueano e sucedido Éon Fanerozoico. A palavra Proterozoico vem da junção grega dos termos “protero” (antigo/anterior) e “zoiko” (animal), sugerindo que este Éon antecedeu ou coincidiu com os primeiros animais. O Éon Proterozoico se divide em 10 Períodos ao longo de 3 Eras, engloba cerca de 40% de toda a história da terra e demarca importantes eventos para o nosso planeta.
Entre estes eventos se destacam as alterações no regime tectônico global, o Grande Evento de Oxigenação, a deposição de Formações Ferríferas Bandadas, o ciclo do Supercontinente Rodínia, a ocorrência da Terra Bola de Neve e a abundancia de organismos multicelulares na Fauna de Ediacara. Neste artigo, esses momentos mais relevantes serão abordados em detalhe.

## Subdivisões
Para subdividir os períodos mais recentes (Fanerozoico), adota-se o uso dos GSSP (Global Boundary Stratotype Section and Point)  que são pontos de referência internacional para definir os limites de cada estágio na escala do tempo geológico. Esses GSSPs geralmente são baseados em datação fóssil e estudos paleontológicos.
Entretanto, tempos mais antigos, como o Proterozoico, não dispõe de um registro fóssil marcante ao longo de toda sua extensão. Em função disso, são usados os GSSA (Global Standart Stratigraphic Age) que também são pontos de referência internacionais para definir os limites na escala do tempo geológico, mas agora baseados em idades absolutas a partir do registro geológico.
O Proterozoico foi datado utilizando o GSSP Ediacarano e alguns GSSAs, de modo que o Éon contém as Eras Paleoproterozóica, Mesoproterozoica e Neoproterozoica. A divisão completa do Éon é:
| Éon          | Era               | Período    | M. anos    |
| ------------ | ----------------- | ---------- | ---------- |
| Proterozoico | Neoproterozoico   | Ediacarano | 630 +5/-30 |
| Proterozoico | Neoproterozoico   | Criogênico | 850        |
| Proterozoico | Neoproterozoico   | Tônico     | 1.000      |
| Proterozoico | Mesoproterozoico  | Estênico   | 1.200      |
| Proterozoico | Mesoproterozoico  | Ectásico   | 1.400      |
| Proterozoico | Mesoproterozoico  | Calímico   | 1.600      |
| Proterozoico | Paleoproterozoico | Estatérico | 1.800      |
| Proterozoico | Paleoproterozoico | Orosírico  | 2.050      |
| Proterozoico | Paleoproterozoico | Riácico    | 2.300      |
| Proterozoico | Paleoproterozoico | Sidérico   | 2.500      |

## Limite do Arqueano-Proterozoico
Existe muita discussão em torno do fim do Arqueano e o início do Proterozoico. O limite atual adotado pela Comissão Internacional de Estratigrafia (ICS) está em 2.5Ga (giga anos = bilhões de anos), mas como esse limite ainda não dispões de um GSSP, a datação não é tão precisa.
Segundo entende-se, o principal marcador para a definir o limite base do Proterozoico foi a alteração no regime tectônico global. Essa mudança ocorreu de forma gradativa num intervalo de 3 a 2 Ga e deixou diversos indícios específicos. Vale lembrar que o regime tectônico anterior era, principalmente, o de Domos e Quilhas e a partir do Proterozoico o modelo de Ciclo de Wilson se torna o predominante.
Alguns dos indícios importantes para atestar um novo modelo tectônico são:

### Basaltos formados a partir de manto hidratado
Usando analise isotópica de Nb/Th por Zr/Nb para avaliar basaltos oceânicos, são identificadas diferentes origens para essas rochas, incluindo as fontes mantélicas hidratadas. Esses magmas são, grosseiramente, ricos em água e aparecem com mais frequência a partir de 3,5 Ga, indicando que o manto passou a ser mais hidratado (Figura 1 - Artigo de Kent C. Condie (2018)). Entende-se que essa hidratação é relacionada aos movimentos de subducção que, começaram a ocorrer de forma mais marcante entre 2 e 3 Ga e, enriquecem o manto em água.

### Diminuição do grau de fusão do manto
Em pesquisa, Keller e Schoene (2012) identificaram uma redução dos elementos compatíveis Ni, Cr e Mg em rochas ígneas máficas (Figura 1 - do artigo de Keller e Schoene (2012)). Essa redução ocorreu, principalmente entre 3 e 2Ga e demonstra uma diminuição do grau de fusão do manto. É coerente interpretar que grandes massas continentais sofrendo subducção em direção ao manto geram um grande resfriamento e esse resfriamento é responsável por reduzir o grau de fusão do manto.
Essas e outras evidencias (consultar Condie (2018) ), indicam que os Domos e Quilhas foram gradualmente substituídos pelo Ciclo de Wilson. Esse ciclo continental define as fases de movimentação de um continente, abrangendo desde a separação do mesmo, até o reencontro com outras massas continentais.

## Registro geológico

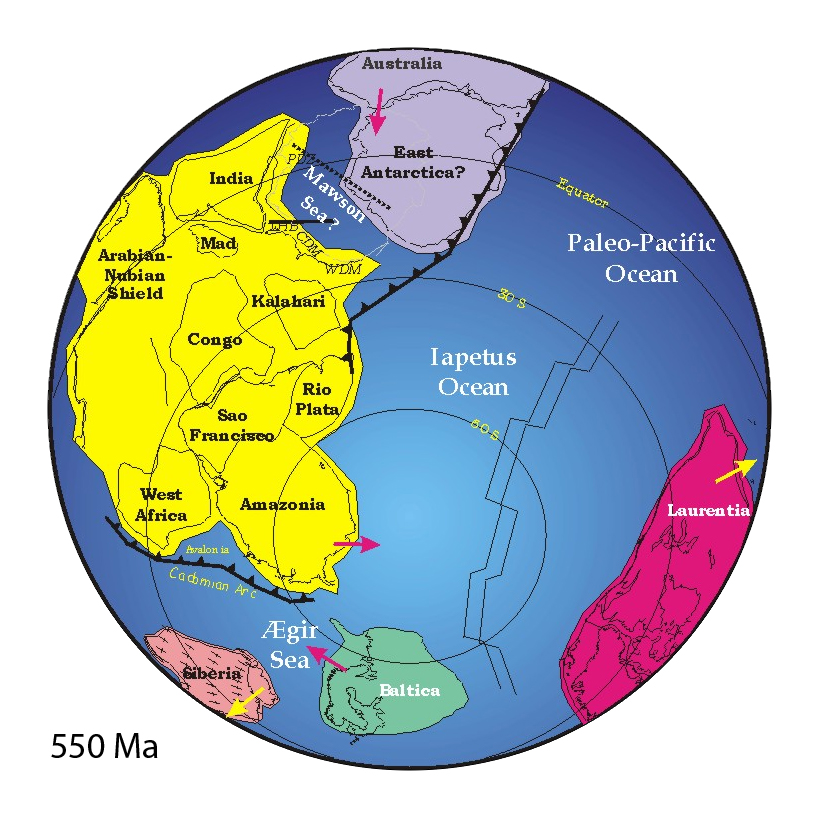
Representação da Terra no final do Proterozoico.

O registo geológico do Proterozoico é muito melhor que o do Arqueano. Ao contrário dos depósitos de águas profundas do Arqueano, no Proterozoico ocorrem muitos estratos que foram depositados em extensos mares epicontinentais pouco profundos; além disso, muitas destas rochas foram menos metamorfizadas que as do Arqueano, são abundantes e inalteradas. O estudo destas rochas mostra que neste éon ocorreu acreção continental rápida e maciça (exclusiva do Proterozoico), ciclos supercontinentais, e atividade orogénica totalmente moderna.

### Grande evento de oxidação e formações ferríferas bandadas
O Grande Evento de Oxidação (GOE) ocorreu entre 2.4 e 2.1 Ga (Lyons, 2014) e foi o momento em que, pela primeira vez na história da Terra, a atmosfera e o oceano mais raso experimentaram um aumento significativo da quantidade de oxigênio. Segundo evidencias químicas, esse processo foi gerado por oxigênio de origem biológica, indicando que seres vivos primitivos (cianobactérias) aumentaram a concentração de oxigênio na atmosfera através da fotossíntese.
Uma das implicações mais importantes do GOE foi a massiva deposição de Formações Ferríferas Bandadas. Inicialmente, havia uma grande quantidade de íons de Ferro dissolvidos no oceano mais profundo, e essas águas profundas eventualmente ascendiam a porções mais rasas através de ressurgência (Kranendonk, 2012). Quando ocorre a oxidação das camadas mais rasas do oceano, as águas ressurgentes sofrem oxidação, e o Ferro que estava dissolvido nessa água também oxida. Este Ferro oxidado se precipita, formando grandes camadas ricas em ferro, que quando intercaladas, principalmente, com camadas quartzosas, formam as Formações Ferríferas Bandadas (BIFs).

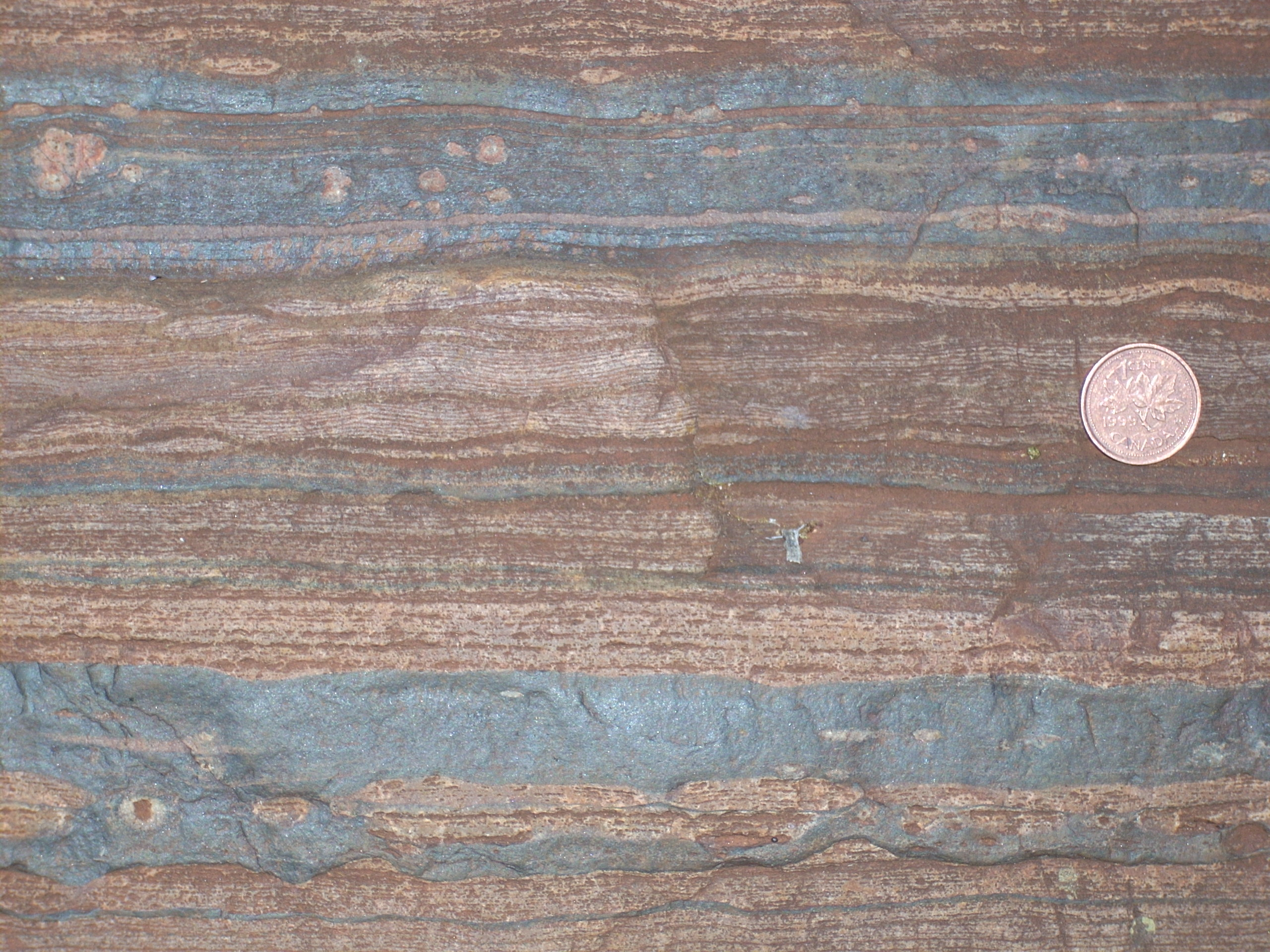
Formação Ferrifera Bandada do tipo Lago Superior.

As BIFs formadas nesse período são do tipo Lago Superior e são encontradas principalmente em associação a rochas metassedimentares químicas já que se formaram em um ambiente marinho raso. Esse tipo de BIF pode ser encontrado em todos os continentes e correspondem ao maior pulso formador de rochas desse tipo ao longo de toda a história do planeta terra, como pode ser visto no esquema abaixo.

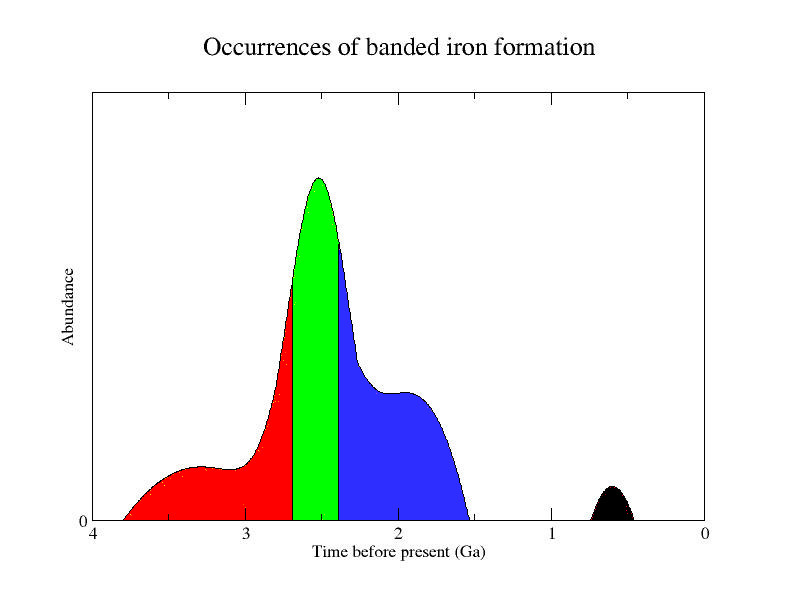
Ocorrência simplificada de Formações Ferríferas Bandadas ao longo do registro geológico.

### Supercontinente Rodínia
Um evento importante ocorrido ao final do período Proterozoico, foi o surgimento do supercontinente Rodínia que se formou em 1Ga e se separou em 750Ma atrás. A reconstrução deste supercontinente é baseada principalmente na existência de cinturões orogênicos chamados Grenvillianos.

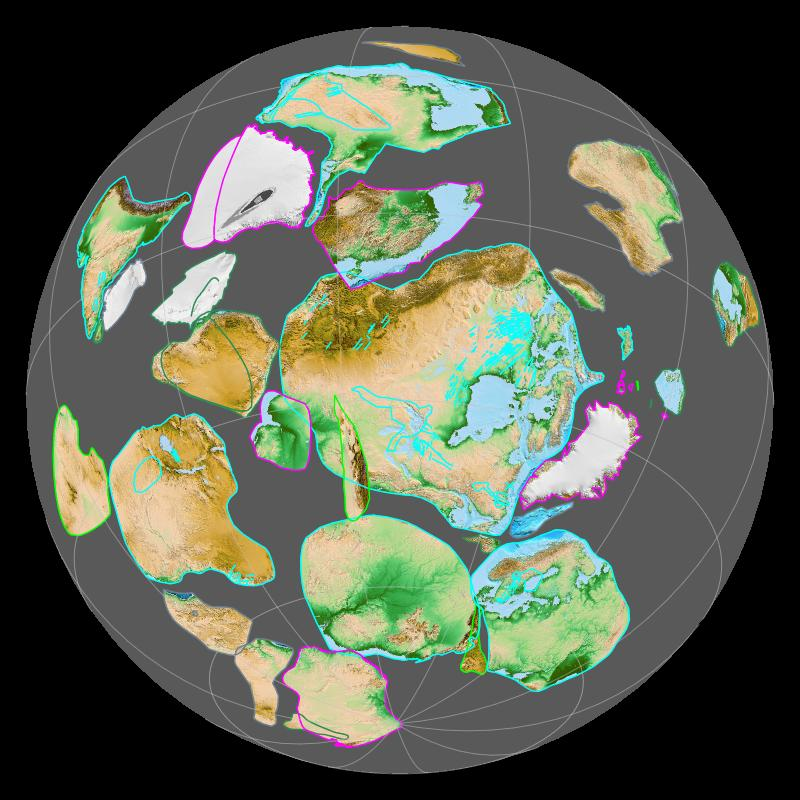
Reconstrução do Supercontinente Rodínia

Os Cinturões Grenville oferecem evidencia direta do agrupamento de diferentes regiões cratônicas durante a época de ocorrência do supercontinente Rodínia, não deixando muitas dúvidas sobre a existência do supercontinente. Na Figura 11.19 - Livro Tectônica Global podemos ver quais crátons pertenceram ao supercontinente Rodínia e também identificar a presença massiva de Cinturões Grenville.

### Terra bola de neve
A Terra Bola de Neve foi uma glaciação ocorrido no período Criogeniano. Esse período passou por outros eventos glaciais, entretanto este ganhou destaque por se tratar de um evento de ordem global. Esse evento é sustentado por um registro geológico muito abrangente, com rochas de origem glacial dispersas em diversos locais do mundo, inclusive no Brasil. Além disso existem evidencias baseadas em estudos paleomagnéticos e em geologia comparativa.

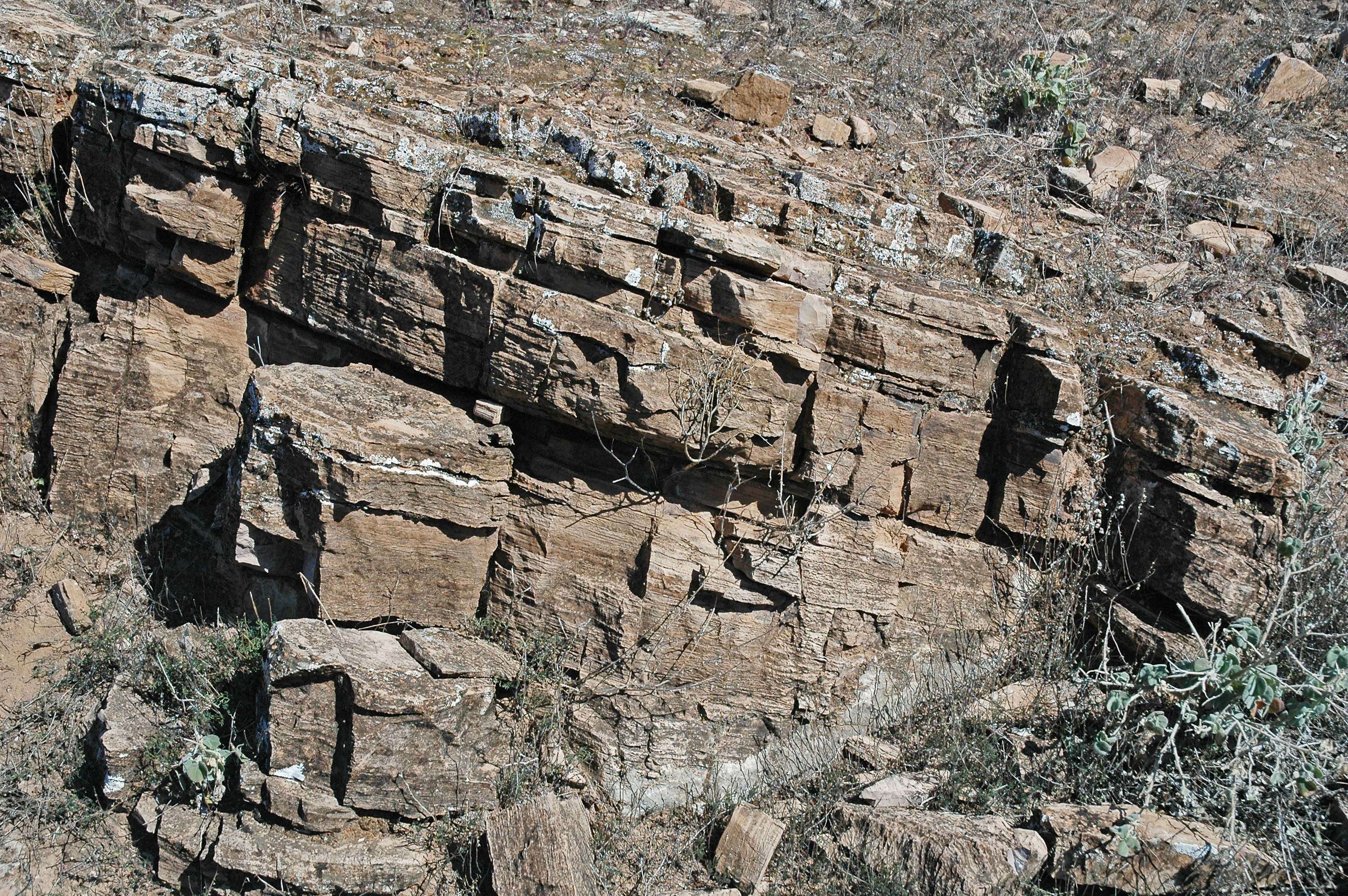
Carbonatos de Capa depositados imediatamente após o fim da Terra Bola de Neve.

Explicando sucintamente, a queda na temperatura terrestre foi gerada pelo grande consumo de CO2 atmosférico (algo como um “efeito estufa reverso”). Para entender é importante saber que CO2 é retirado da atmosfera através de chuva ácida, e quando essa chuva entra em contato com as rochas, o CO2 não retorna para a atmosfera em forma de gás (intemperismo de silicato).
Sabendo isso, Hoffman disserta que algumas das possíveis causas para esse grande consumo de CO2 foram:
Posição das massas terrestres em regiões tropicais: Em regiões quentes chove mais e em função desse elevado índice pluviométrico, mais CO2 é retirado da atmosfera por chuva ácida.
Nesse período Rodínia estava separando: Supercontinentes como Rodínia são caracteristicamente mais secos, pois as massas de ar úmidas do oceano não chegam até o centro das massas terrestres, quando um supercontinente separa uma maior parte da crosta está exposta a chuva. Com mais crosta exposta a chuva ácida mais CO2 é retirado da atmosfera.
Derrames basálticos: A 732Ma ocorreu um derrame basáltico de grandes proporções que também ajudou a fixar CO2 retirado da atmosfera.
Esses fatores, em conjunto, reduziram a concentração de CO2 atmosférico e deram início a Terra Bola de Neve

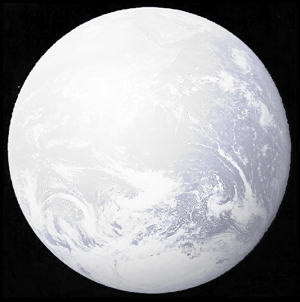
Representação da Terra Bola de Neve

Alguns pontos interessantes são que: Nesse período ocorreu uma segregação oceano/atmosfera, em função das capas de gelo, que ocasionou a formação de oceanos com caráter mais redutor e acredita-se que alguns organismos sobreviveram a esse evento por se manterem em fontes termais.
A bola de neve foi descongelada por intermédio de atividade vulcânica, que após alguns milhões de anos enriqueceu novamente a atmosfera em gases estufa e permitiu a elevação das temperaturas terrestres. Esse descongelamento expôs o mar redutor a uma atmosfera muito oxidante e gerou mais uma deposição de BIFs, agora do tipo Rapitan.
Interpreta-se que a grande quantidade de nichos ecológicos vazios em função da Terra Bola de Neve foi um dos pontapés iniciais para surgimento da Fauna do Ediacarano e o posterior  Evento de Explosão do Cambriano.

## Vida no Proterozoico

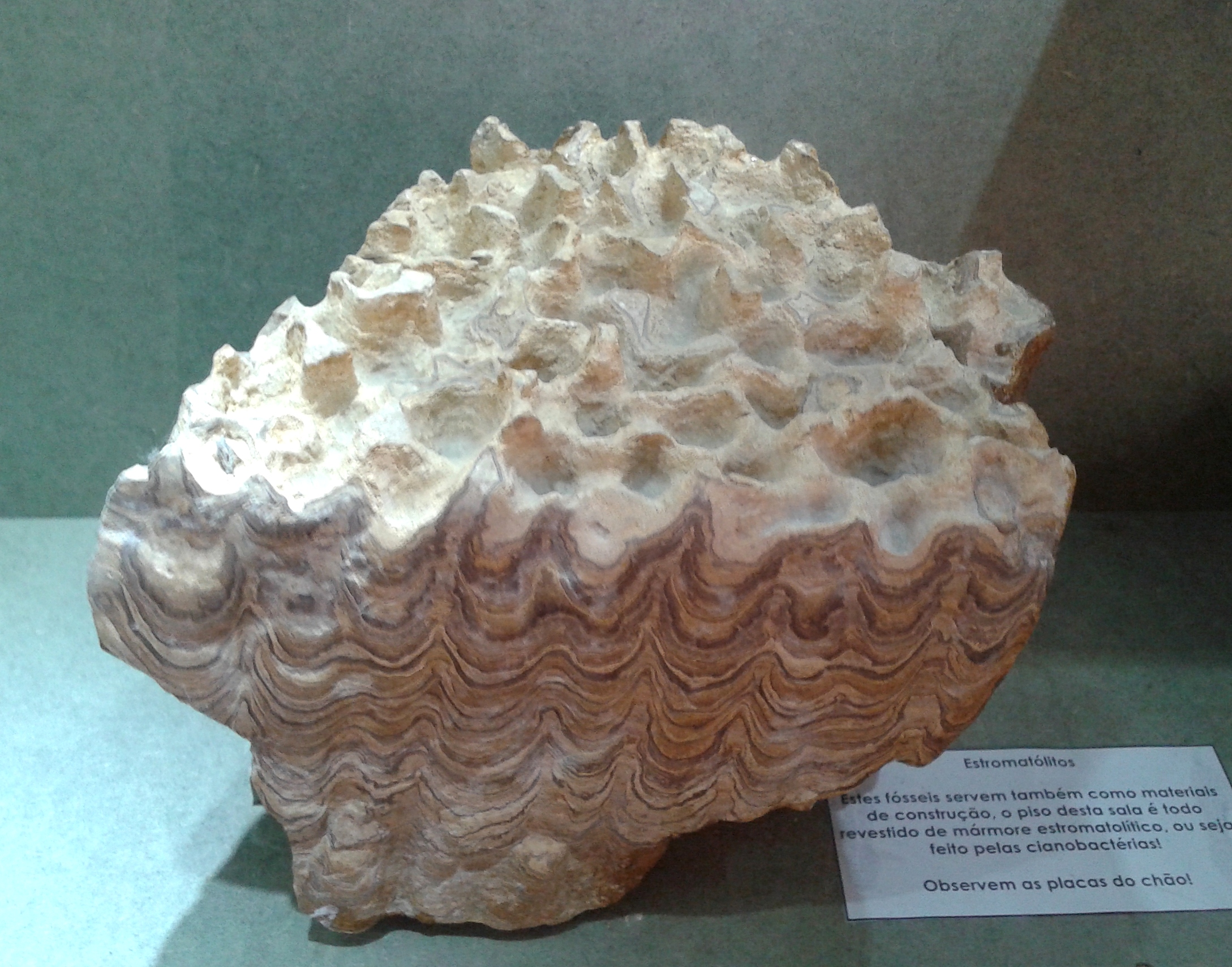
Estromatólito

O aparecimento das primeiras formas de vida unicelulares avançadas e multicelulares coincide aproximadamente com o início da acumulação de oxigénio livre. Isso provavelmente se deve ao aumento da disponibilidade dos nitratos oxidados que os eucariontes usam, ao contrário das cianobactérias. Foi também durante o Proterozoico que evoluíram as primeiras relações simbióticas entre mitocôndrias (para quase todos os eucariontes) e cloroplastos (apenas nas plantas e alguns protistas), e os seus hospedeiros.
O surgimento de eucariontes como os acritarcas não foi anterior à expansão das cianobactérias; de facto, os estromatólitos atingiram a sua maior abundância e diversidade durante o Proterozoico, culminando há cerca de 1.2 mil milhões de anos.

### Fauna de Ediacara
Como dito anteriormente, Proterozoico significa algo como "anterior a vida", entretanto a vida, em moldes parecidos com a vida Cambriana, já existia no Proterozoico. Isso pode ser atestado através do reconhecimento da Fauna de Ediacara.
Próximo ao final do Proterozoico, no Período Ediacarano (635 a 538.8 Ma), logo após o degelo da Terra Bola de Neve, surgem formas de vida multicelulares bastante complexas. Essa fauna foi reconhecida nas Ediacaran Hills (sul da Austrália) e o Período, antes chamado Vendiano, foi renomeado para Ediacarano e sua respectiva fauna ficou conhecida como Fauna de Ediacara (primeiro período pré-cambriano datado por GSSP).

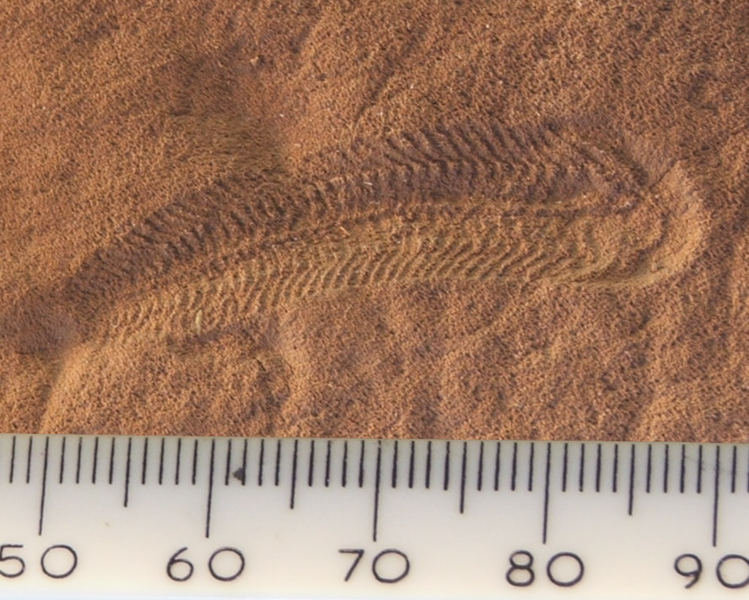
Spriggina Floundensi, fóssil do período Ediacarano.

## Nomes dos períodos do Proterozoico
Como visto o Proterozoico foi recheado de mudanças e eventos significativos para o Planeta Terra, isso ficou marcado ao longo dos Períodos presentes nesse Éon. Façamos um breve apanhado sobre a origem etimológica dos nomes dos Períodos e o que eles significam.
| Período     | Significado                                                                                             | Evento Geológico                                            |
| Ediacarano  | Referencia a Ediacaran Hills - Austrália. Nome de origem aborígene que significa "Lugar próximo a água" | Surgimento da fauna de Ediacara                             |
| Criogêniano | Cryos - Gelo // Genesis - Nascimento                                                                    | Glaciação Global                                            |
| Tôniano     | Tonas - Esticar                                                                                         | Continuidade de estiramento de cinturões                    |
| Esteniano   | Stenos - Estreito                                                                                       | Formação de cinturões estreitos (metamorfismo e deformação) |
| Ectásiano   | Ectsis - Extenção                                                                                       | Expansão das coberturas de plataforma                       |
| Calymmiano  | Calymma - Covertura                                                                                     | Coberturas de plataforma                                    |
| Statheriano | Sthatheros - Estavel                                                                                    | Período de estabilização dos crátons                        |
| Orosíriano  | Orosira - Orogenese                                                                                     | Período de orogênese global                                 |
| Riáciano    | Rhyax - Fluxo de Lava                                                                                   | Formação de complexos igneos                                |
| Sideriano   | Sideros - Ferro                                                                                         | Deposição de BIFs                                           |

Após observar esses nomes é interessante destacar que entre o Período Riaciano e o Período Toniano temos a descrição quase completa de um ciclo super continental segundo Wilson.